# Loi de Benktander
En théorie des probabilités et en statistique, la loi de Benktander est une loi de probabilité continue connue sous deux types différents : la loi de Benktander de type I (ou loi de Benktander-Gibrat) et la loi de Benktander de type II (ou loi de Benktander Weibull). Ces lois sont initialement apparues dans un article de 1960 écrit par Benktander et Segerdahl. Elles sont principalement utilisées en économie.
Au même titre que la distribution de Pareto est une généralisation de la loi exponentielle, les deux lois de Benktander sont également des généralisations de cette loi exponentielle.
Si {\displaystyle X_{I}} suit une loi de Benktander de type I, on notera {\displaystyle X_{I}\sim \mathrm {BenktanderI} (a,b)}. De même pour le type II : {\displaystyle X_{II}\sim \mathrm {BenktanderII} (a,b)}

## Motivations
La distribution de Pareto est une loi exponentielle de paramètre {\textstyle \ln(x/x_{m})} où {\displaystyle x_{m}} est un paramètre de position. Ainsi apparait un paramètre d'échelle exponentiel : {\textstyle e(x):={\frac {x}{x_{m}}}}. Afin de mieux correspondre aux valeurs empiriques économiques, deux autres paramètres d'échelle exponentiels sont définis par :
{\displaystyle {\begin{cases}e_{I}(x)={\frac {x}{a+2b\ln(x)}}&{\text{ pour }}a>0{\text{ et }}0\leq b\\e_{II}(x)={\frac {x^{1-b}}{a}}&{\text{ pour }}a>0{\text{ et }}0<b\leq 1\end{cases}}}
Ces deux nouveaux paramètres permettent de définir les deux types de la loi de Benktander.

## Définitions
Les deux changements d'échelle précédents permettent de définir les deux fonctions de répartition des lois de Benktander de type I et de type II :
Pour le type I :
{\displaystyle F_{I}(x)={\begin{cases}1-x^{-1-a-b\ln(x)}\left(1+{\tfrac {2b\ln(x)}{a}}\right)&{\text{ pour }}x\geq 1\\0&{\text{ sinon.}}\end{cases}}}
Pour le type II :
{\displaystyle F_{II}(x)={\begin{cases}1-\exp \left({\frac {a(1-x^{b})}{b}}\right)x^{b-1}&{\text{ pour }}x\geq 1\\0&{\text{ sinon.}}\end{cases}}}
Par dérivation, on obtient les deux densités de probabilité :
Pour le type I :
{\displaystyle f_{I}(x)={\begin{cases}x^{-2-a-b{\mathrm {Log} [x]}}\left(-{\tfrac {2b}{a}}+\left(1+a+2b\ln(x)\right)\left(1+{\tfrac {2b\ln(x)}{a}}\right)\right)&{\text{ pour }}x\geq 1\\0&{\text{ sinon.}}\end{cases}}}
Pour le type II :
{\displaystyle f_{II}(x)={\begin{cases}\exp \left({\frac {a(1-x^{b})}{b}}\right)x^{-2+b}(1-b+ax^{b})&{\text{ pour }}x\geq 1\\0&{\text{ sinon.}}\end{cases}}}

## Propriétés
Les moyennes des deux types sont égales à {\textstyle \mathbb {E} [X]=1+{\frac {1}{a}}}. Les variances sont données par :
{\displaystyle \mathrm {Var} (X_{I})={\frac {-{\sqrt {b}}+a\mathrm {e} ^{\tfrac {(-1+a)^{2}}{4b}}{\sqrt {\pi }}\operatorname {erfc} \left({\tfrac {-1+a}{2{\sqrt {b}}}}\right)}{a^{2}{\sqrt {b}}}}}
et
{\displaystyle \mathrm {Var} (X_{II})={\frac {-1}{a^{2}}}+{\frac {2\mathrm {e} ^{\tfrac {a}{b}}{\rm {E}}(1-{\tfrac {1}{b}},{\tfrac {a}{b}})}{ab}}}
où {\displaystyle X_{I}\sim \mathrm {BenktanderI} (a,b)}, {\displaystyle X_{II}\sim \mathrm {BenktanderII} (a,b)}, erfc est la fonction d'erreur et {\textstyle {\rm {E}}(n,x)} est l'exponentielle intégrale généralisée.

## Liens avec d'autres lois
- {\displaystyle \lim _{b\rightarrow 0}\mathrm {BenktanderI} (a,b)\sim Pareto(1,1+a)}